# Cerro Paniri
Cerro Paniri é um estratovulcão dos Andes na região de Antofagasta, Chile a 5946 metros de altitude. Está localizado a noroeste dos vulcões San Pedro e San Pablo, e a sudeste do Cerro del León.